# Левин-Коган, Борис Яковлевич
Бори́с Я́ковлевич Ле́вин-Ко́ган (31 декабря 1918, Петроград — 10 мая 1998, Санкт-Петербург) — советский футболист, нападающий ленинградского «Зенита», обладатель Кубка СССР 1944 года.
Мастер спорта СССР. Заслуженный тренер РСФСР (1969).

## Биография
Начал играть в 1932 году в Ленинграде в клубной команде Краснопутиловского завода на позиции правого крайнего нападающего. Затем стал игроком главной команды Кировского завода.
Играл в ленинградских командах «Зенит», «Авангард».
Закончив играть в 1951, стал детским тренером. Тренер клубных команд ГОМЗа (Ленинград) — 1954—59. Директор и тренер школы «Зенита» — 1960—96. Среди его воспитанников — Лев Бурчалкин, Владимир Голубев. Умер 10 мая 1998 года — один из последних триумфаторов Кубка СССР 1944 года. Похоронен на Смоленском православном кладбище в Санкт-Петербурге.

Могила Б. Я. Левин-Когана на Смоленском православном кладбище в Санкт-Петербурге